# سارگیس کوکونیان
سارگیس کوکونیان (ارمنی: Սարգիս Մովսեսի Կուկունյան؛ زادهٔ ۲۳ ژانویهٔ ۱۸۶۳ - درگذشته ۲۶ نوامبر ۱۹۱۳) یک فدایی اهل ارمنستان بود.
(۱۸۶۶–۱۹۱۴)

## زندگی‌نامه
در ۲۳ ژانویهٔ ۱۸۶۳ در روستای نیژ به دنیا آمد و از مدرسه نرسیسیان (۱۸۸۴)، دانشگاه دولتی سن پترزبورگ و دانشگاه دولتی سنت پترزبورگ فارغ‌التحصیل شد. وی فدراسیون انقلابی ارمنی بود. وی در ۲۶ نوامبر ۱۹۱۳ در سن ۵۰ سالگی در زندان اریول در اریول درگذشت.